# Ernst Lindemann (Marineoffizier)

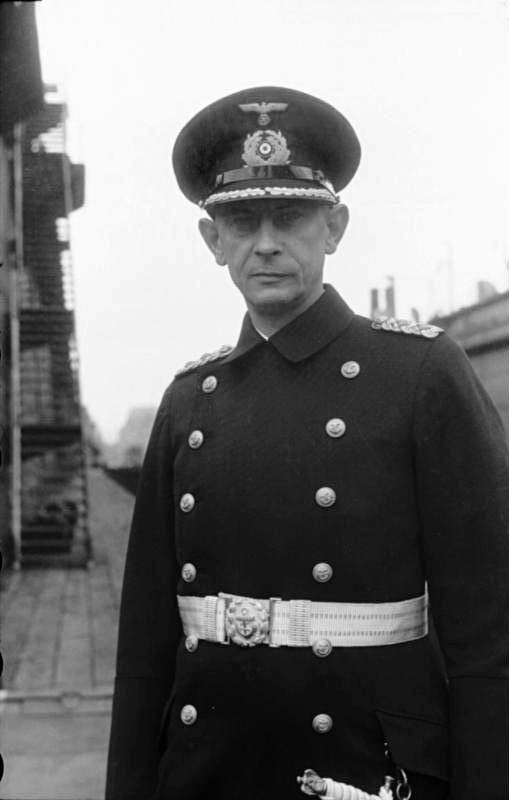
Lindemann bei der Indienststellung der Bismarck, 1940

Ernst Lindemann (* 28. März 1894 in Altenkirchen (Westerwald); † 27. Mai 1941 im Nordatlantik) war ein deutscher Marineoffizier, zuletzt Kapitän zur See und Kommandant des Schlachtschiffs Bismarck im Zweiten Weltkrieg.

## Leben

### Kaiserliche Marine
Lindemann, Sohn des Präsidenten der Preußischen Central-Bodenkredit AG Ernst Lindemann, trat am 1. April 1913 als Seekadett in die Kaiserliche Marine. Nach der einmonatigen Grundausbildung an der Marineschule Mürwik wurde er zur seemännischen Ausbildung auf den Großen Kreuzer Hertha versetzt. Den Ausbruch des Ersten Weltkriegs erlebte der inzwischen zum Fähnrich zur See beförderte Lindemann an Bord des alten Linienschiffes Lothringen, wo er zunächst als III., dann als II. Funkoffizier diente. Am 18. September 1915 erfolgte seine Beförderung zum Leutnant zur See. Am 19. März 1916 wurde er als Funkoffizier auf das gerade in Dienst gestellte Linienschiff Bayern versetzt. An Bord der Bayern nahm er an der Eroberung der Baltischen Inseln im Oktober 1917 teil. Das Schiff erhielt während der Unternehmung einen Minentreffer, führte die Küstenbeschießung durch und musste anschließend beschädigt nach Kiel zurückkehren.
Nach dem Waffenstillstand wurde die Bayern im Rahmen des Internierungsverbandes des Konteradmirals Ludwig von Reuter im November 1918 in den britischen Flottenstützpunkt Scapa Flow überführt. Lindemann erlebte die Selbstversenkung seines Schiffes am 21. Juni 1919 nicht mit, da er bereits im Januar 1919 nach Deutschland zurückgekehrt war.

### Reichsmarine
Nach seiner Rückkehr wurde Lindemann in den Admiralstab nach Berlin kommandiert, wo er im Marinekommandoamt und als Adjutant in der Flottenabteilung diente. Am 7. Januar 1920 wurde er zum Oberleutnant zur See befördert. Vom 1. Oktober 1922 bis zum 30. September 1924 war er Wach- und Divisionsoffizier auf dem Linienschiff Hannover. Am 1. Oktober 1924 übernahm Lindemann die 1. (Artillerie) Kompanie der Küstenwehrabteilung III in Kiel/Friedrichsort als Kompanieführer. Seit einem Lehrgang an der Schiffsartillerie-Schule in Kiel (5. Februar 1924–3. Mai 1924) spezialisierte sich Lindemann immer mehr auf die Artillerie, nachdem bis dahin sein Fachgebiet eher das Funk- und Fernsprechwesen gewesen war.
Am 1. Januar 1925 wurde Lindemann zum Kapitänleutnant befördert. Mit dem Herbststellenwechsel 1926 wurde er als Admiralstabsoffizier für drei Jahre zur Marinestation der Ostsee versetzt. Danach war er einige Monate II. Artillerieoffizier und Fähnrichsoffizier auf dem Linienschiff Elsass. Ende Februar 1930 wechselte er in gleicher Funktion auf das Linienschiff Schleswig-Holstein. Vom 22. September 1931 bis zum 22. September 1933 war er Lehrer an der Schiffsartillerie-Schule in Kiel. In dieser Dienststellung erfolgte am 1. April 1932 seine Beförderung zum Korvettenkapitän.
Ab Herbst 1933 war Lindemann als I. Artillerieoffizier auf dem Linienschiff Hessen. Im April 1934 wurde er zur Marinewerft Wilhelmshaven zur Baubelehrung als I. Artillerieoffizier auf das neue Panzerschiff Admiral Scheer versetzt. Während seiner Zeit an Bord wurde dieses Schiff erstmals vom 24. Juli bis 30. August 1936 im Spanischen Bürgerkrieg eingesetzt.

### Kriegsmarine
Nach der Rückkehr aus Spanien wurde Lindemann, seit dem 1. Oktober 1936 Fregattenkapitän, zunächst in die Operationsabteilung (A I) im Marinekommandoamt versetzt; zeitgleich war er Referent in der Marineausbildungsabteilung (A IV). Ab März 1938 übernahm er als Chef bis September 1939 die Marineausbildungsabteilung (A IV) und wurde am 1. April 1938 zum Kapitän zur See befördert.

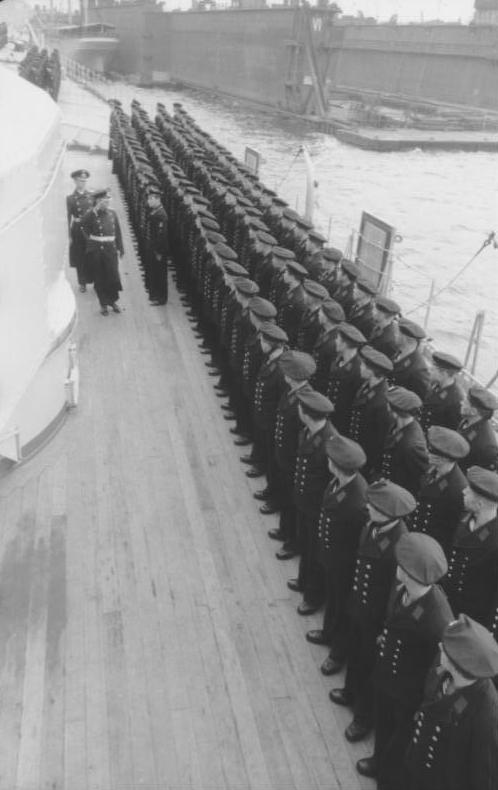
Kommandant Ernst Lindemann beim Abschreiten einer Ehrenformation von Matrosen an Deck der Bismarck, 24. August 1940

Etwa einen Monat nach Beginn des Zweiten Weltkriegs trat Lindemann die Nachfolge von Kapitän zur See Heinrich Woldag als Kommandeur der Schiffsartillerieschule (SAS) in Kiel-Wik an. Neben den drei Ausbildungsabteilungen unterstanden dem Kommandeur der Schule auch die Artillerieschulschiffe Bremse und Hektor, zahlreiche Artillerieschulboote, Artillerieträger, Hilfsfahrzeuge und zeitweise auch der Aviso Grille.
Lindemann kam Ende Juli 1940 zur Baubelehrung auf das Schlachtschiff Bismarck nach Hamburg. Am 24. August 1940 stellte er als Kommandant das Schiff in Dienst. Er ging mit ihm am 27. Mai 1941 unter, nachdem die Bismarck von den britischen Schlachtschiffen King George V, Rodney, den Schweren Kreuzern Norfolk und Dorsetshire zum Wrack geschossen worden war. Es gibt verschiedene Berichte, wie Lindemann sich während des Untergangs der Bismarck verhielt. Der ranghöchste Überlebende der Bismarck, Kapitänleutnant Burkard Freiherr von Müllenheim-Rechberg, erinnerte sich daran, dass der eine Schwimmweste tragende Lindemann wenige Minuten vor 08.30 Uhr am 27. Mai 1941, resigniert und abwesend wirkend, auf der Brücke gestanden habe. Der Artillerieoffizier von Müllenheim-Rechberg beschrieb dies in seinen Erinnerungen, die er im Alter von 80 Jahren veröffentlichte. Dort erinnert er sich auch daran, dass Lindemann in den Abendstunden des 26. Mai 1941, mit verschiedenen Manövern immer wieder versucht habe, mit der Bismarck Richtung Osten abzulaufen, um Schiff und Mannschaft in relative Sicherheit zu bringen, was letztlich erfolglos war. Andere Berichte schildern, dass Lindemann in den letzten Minuten vor dem Untergang von der Brücke auf das Oberdeck bis zum vordersten Punkt der Back gegangen sei. Während der Bug unter ihm versank, habe er militärisch salutiert.
Am 27. Dezember 1941 wurde Lindemann postum mit dem Ritterkreuz des Eisernen Kreuzes ausgezeichnet, in Anerkennung seiner Leistung bei der Versenkung des britischen Schlachtkreuzers Hood und der Beschädigung des britischen Schlachtschiffes Prince of Wales am 24. Mai 1941 im Gefecht in der Dänemarkstraße. Lindemann hatte während des Gefechts eigenmächtig Feuererlaubnis für die Bismarck erteilt und dabei seinen Vorgesetzten, den Admiral Günther Lütjens, übergangen. Lütjens nahm diese Insubordination widerspruchslos hin.
Das Familiengrab auf dem Friedhof Dahlem wurde mit einem Gedenkeintrag für Ernst Lindemann ergänzt.

## Heldengedenken bis 1945
Lindemanns Tod im Gefecht wurde während der Zeit des Nationalsozialismus als vorbildhaft angesehen. Nach ihm wurde die Batterie Lindemann benannt, die Teil des Atlantikwalls war, der die erwartete Invasion der Alliierten in Westeuropa abwehren sollte. Die Batterie war mit den 40,6-cm-Geschützen der nicht fertiggestellten Schlachtschiffe der H-Klasse ausgerüstet und zählte zu den stärksten der Befestigungsanlage.

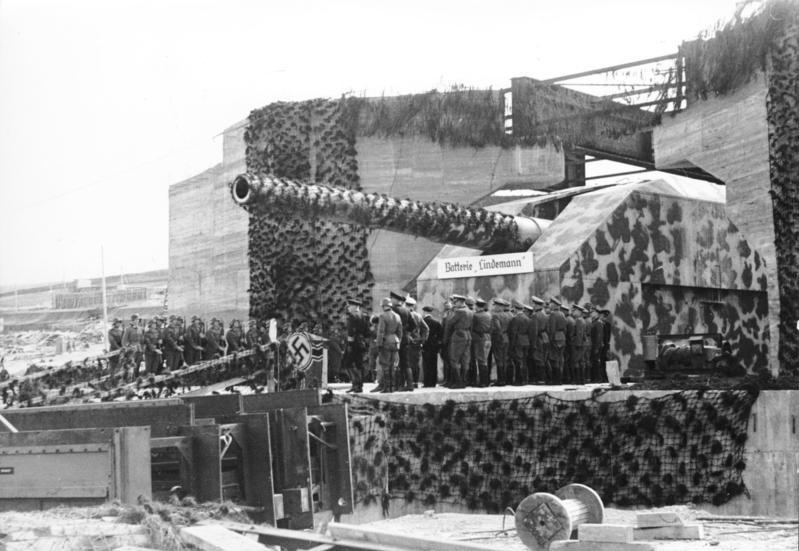
Eines der für die H-Klasse gefertigten 40,6-cm-Geschütze in Einzellafette der Batterie Lindemann im Atlantikwall (1944). Die enormen Abmessungen der Waffe werden im Vergleich mit den umstehenden Personen deutlich.

## Auszeichnungen
- Eisernes Kreuz (1914) II. und I. Klasse[5]
- Friedrich-August-Kreuz II. Klasse[5]
- Eiserner Halbmond[5]
- Spange zum Eisernen Kreuz II. und I. Klasse
- Ritterkreuz des Eisernen Kreuzes